# Парламентские выборы в Австралии (2010)

Победители на выборах по одномандатным округам:
Лейбористская партия
Либеральная партия
Либеральная национальная партия Квинсленда (входит в Коалицию)
Национальная партия
Австралийская партия зелёных
Другие партии и независимые депутаты

Парламентские выборы в Австралии 2010 года прошли 21 августа. По итогам выборов были определены 150 депутатов Палаты представителей (избираются по специфической мажоритарной избирательной системе: в нижнюю палату попадают победители 150 одномандандатных округов, которые определяются путём преференциального голосования избирателей). Выборы были назначены новым премьер-министром Джулией Гиллард вскоре после её вступления в должность, несмотря на то, что проведение выборов в зимнее время года в Австралии обычно оканчивалось поражением действующего правительства из-за сезонного недовольства избирателей.
В выборах смогли принять участие 14,03 миллиона австралийцев. Предвыборные опросы показывали, что рейтинг правящей Лейбористской партии был ниже рейтинга оппозиционной коалиции Либеральной и Национальной партий. В то же время, личный рейтинг Джулии Гиллард был выше, чем её оппононента Тони Эбботта. Следует помнить, что в условиях мажоритарной избирательной системы точные прогнозы затруднительны.
До момента выборов лейбористы располагали 88 местами, коалиция либералов и Национальной партии — 59. Для контроля над Палатой представителей требуется 76 голосов.
По предварительным данным, ни одна из партий не располагает достаточным количеством мест для формирования однопартийного правительства. Ожидается, что Лейбористская партия получит 72 места, коалиция Либеральной и Национальной партии — 73 места, зелёные получат 1 место, независимые депутаты — 4 места; предполагается, что лейбористам удастся привлечь на свою сторону депутата «зелёных» и двух независимых депутатов, что даст необходимые для формирования правительства большинства 76 голосов.

## Интересные факты
- Крокодил Гарри из Дарвина, ранее «предсказавший» победу сборной Испании в финале чемпионата мира по футболу, «предсказал» победу действующего премьер-министра Джулии Гиллард, что получило огласку в СМИ[5].

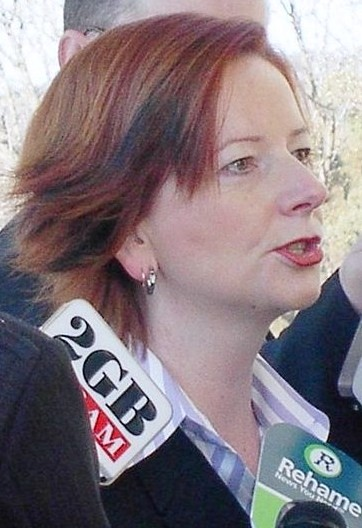
Джулия Гиллард, Лейбористская партия
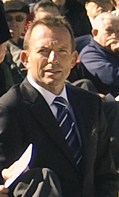
Тони Эбботт, Либеральная партия
Рейтинг предпочтений (№1 в списках преференциального голосования) с 2008 года